# Régional (compagnie aérienne européenne)
Pour les articles homonymes, voir Régional et Regional.
Compagnie Aérienne Européenne

Ancien Logo De Régional visible dans La Cabine.

Régional (Code AITA : YS ; code OACI : RAE) était une compagnie aérienne, filiale du groupe Air France-KLM, née le 30 mars 2001 de la fusion de Flandre Air, Proteus Airlines et Regional Airlines.

## Histoire
À compter du 31 mars 2013, Régional et les autres compagnies régionales Airlinair et Britair se sont regroupées au sein de HOP !, le nouveau pôle court et moyen courrier d'Air France.
En juillet 2015, Air France-KLM annonce l'officialisation de son regroupement pour 2017 des marques Brit Air, Régional et Airlinair sous la marque Hop !, après avoir déjà regroupé juridiquement ses structures sous la société éponyme, permettant de réduire ses coûts et ses pertes via une suppression de 245 postes.

## Structure
Le réseau de la compagnie dessert la plupart des villes françaises et un grand nombre de métropoles européennes. Son siège social est situé dans la zone d'activité de l'aéroport Nantes Atlantique, sur la commune de Bouguenais et elle dispose de deux sites de maintenance : Clermont-Ferrand avec 2 hangars + 5 en construction pouvant accueillir des avions tels que l'Airbus A320 et Lille. Les appareils portent le sigle "AIR FRANCE by REGIONAL" et a transporté 4,0 millions de passagers en 2009.
Régional dispose d'un réseau européen composé de trois types de lignes :
- les lignes transversales : elles relient les principales métropoles françaises et européennes.

Exemples : Lille-Nantes, Clermont-Ferrand-Nice, Bordeaux-Marseille, Toulouse-Rome, Strasbourg-Toulouse.
- Les lignes d’apports aux « hubs » du groupe Air France-KLM, Paris-Charles-de-Gaulle, Amsterdam-Schiphol et Aéroport Lyon-Saint-Exupéry.

Exemples : CDG-Brême, Lyon-Pau, Lyon-Venise, CDG-Aberdeen, Lyon-Lorient, Amsterdam Schiphol-Nantes...
- Les lignes desservant les « hubs » de Régional avec correspondances à Clermont-Ferrand et Bordeaux.

Exemples : Biarritz-Clermont-Bruxelles, Strasbourg-Bordeaux-Lisbonne, Nantes-Bordeaux-Barcelone, Bordeaux-Clermont-Milan...
Régional CAE possède la certification IOSA de l'IATA.

## Flotte
Régional dispose, en mars 2013, de 49 avions à réaction de 50 à 100 sièges d'un âge moyen de 9 ans et 5 mois.

### En mars 2013
- 10 Embraer 190 (100 sièges)
- 16 Embraer 170 (76 sièges)
- 23 Embraer ERJ 145 (50 sièges)

### Flotte historique
- 6 ATR 42
- 4 Embraer ERJ 145
- 7 Embraer ERJ 135
- 31 Embraer EMB 120
- 11 Fokker F100
- 5 Fokker F70
- 10 Saab 340
- 20 Saab 2000

Le siège de Régional à Bouguenais
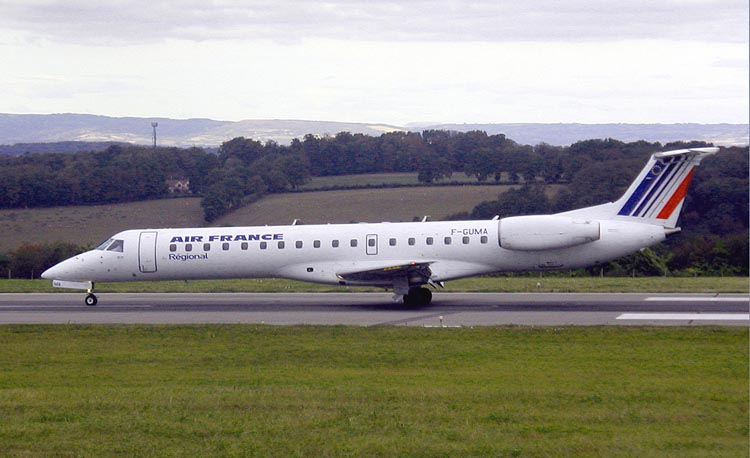
Régional Embraer ERJ 145
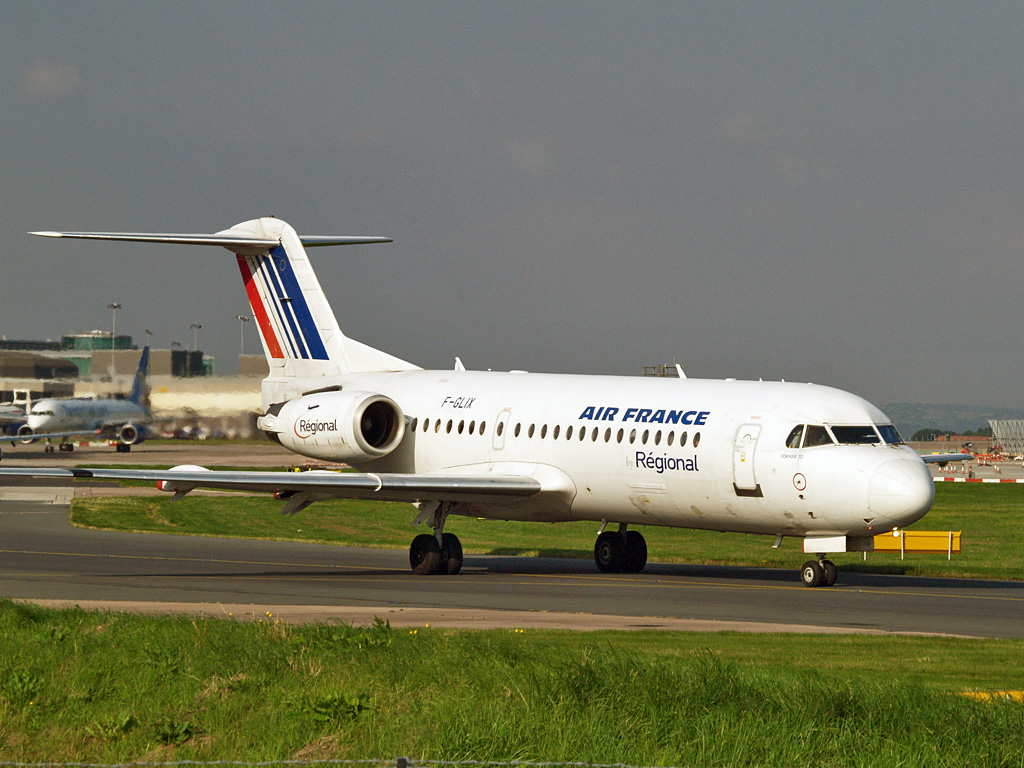
Fokker 70 aux anciennes couleurs d'Air France et de Régional
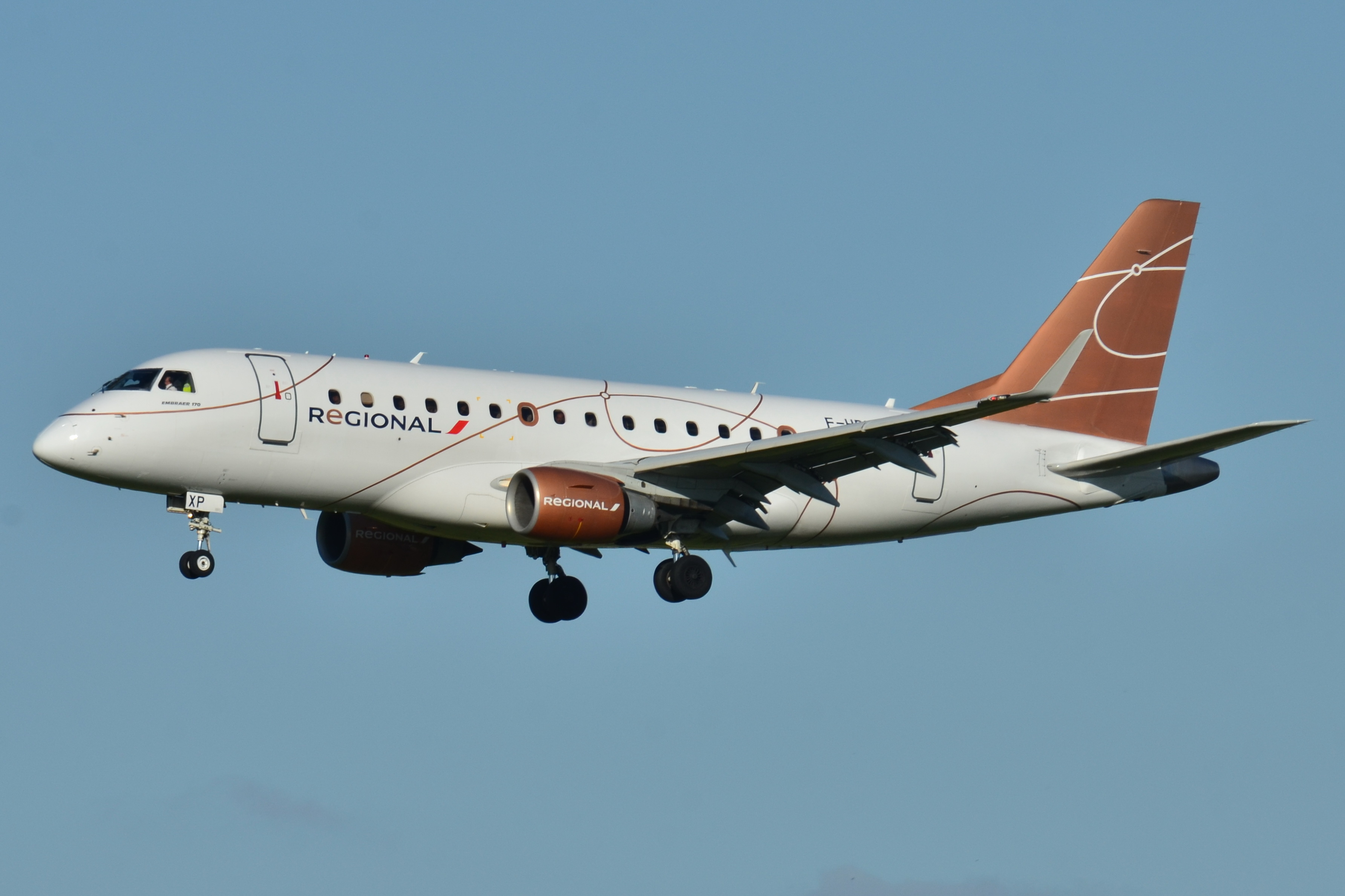
Un Embraer 170 avec livrée spéciale 10e anniversaire
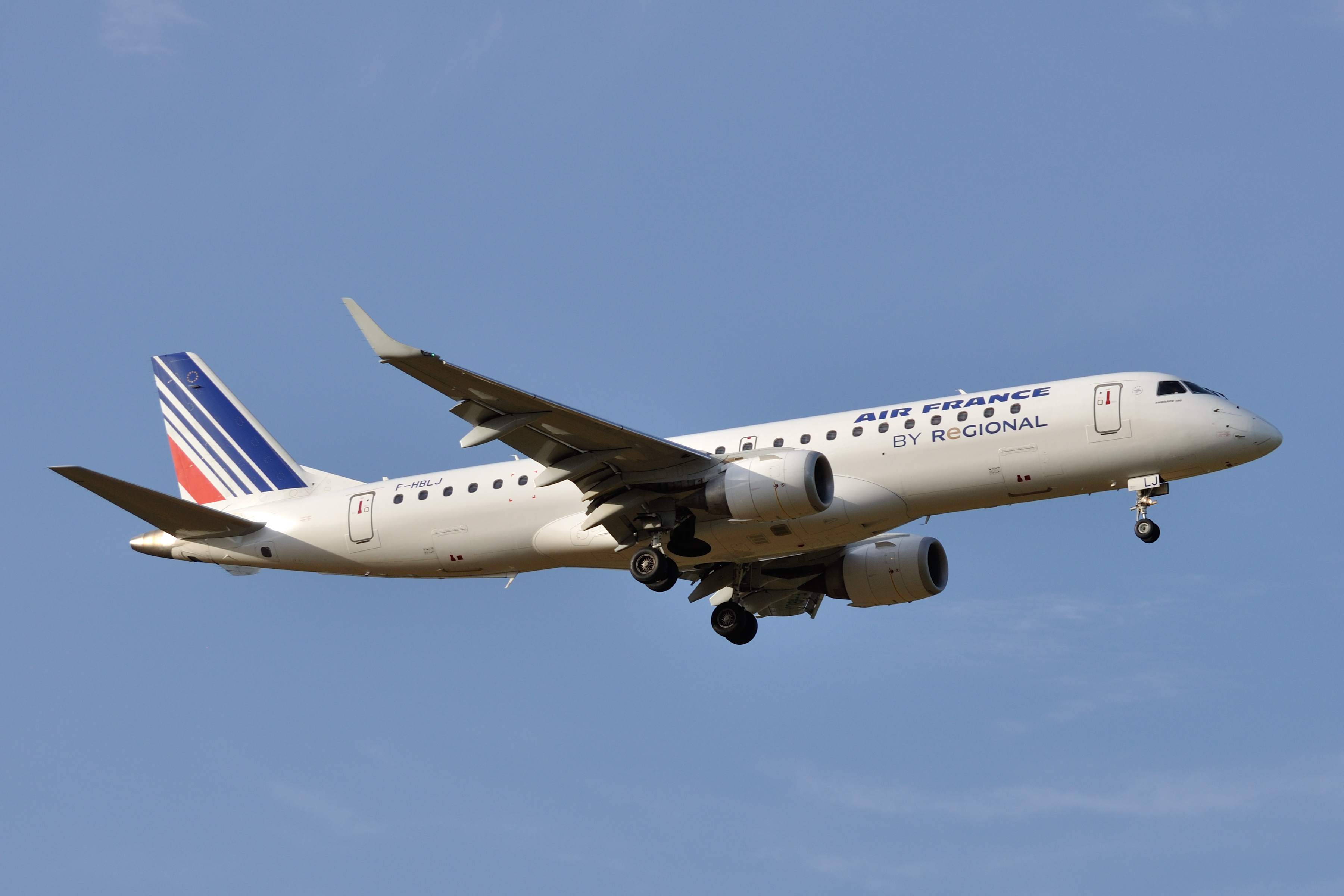
Un Embraer 190
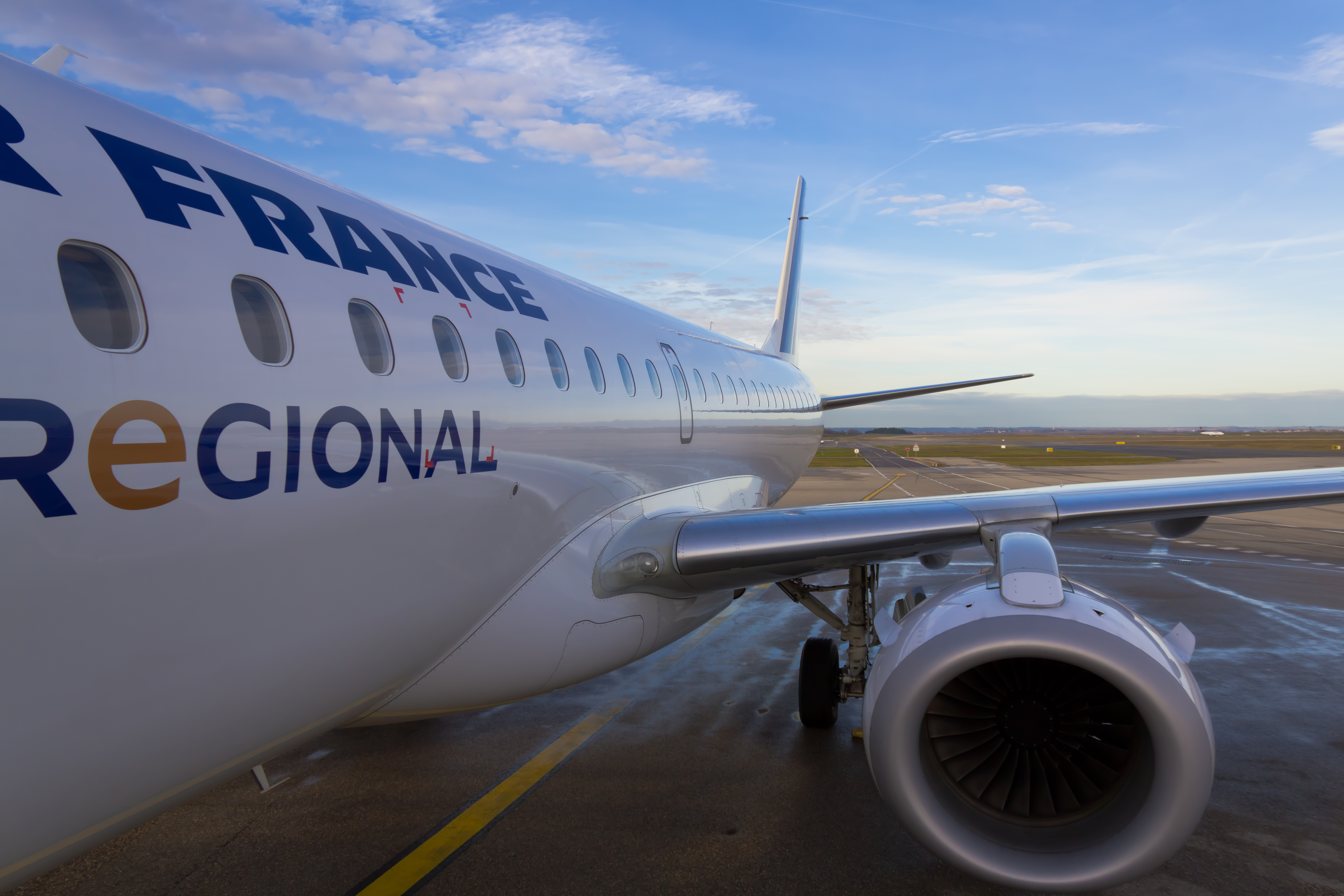
L'embarquement sur un Embraer 190